# Joshua J. Johnson
Joshua J. Johnson (Dallas, 10 de maio de 1976) é um ex-velocista norte-americano, especialista nos 100 m e 200 m rasos, campeão mundial de atletismo no revezamento 4x100 m em Paris 2003.